# The Magic of Lassie
The Magic of Lassie (bra: A Magia de Lassie) é um filme norte-americano de 1978, do gênero drama, dirigido por Don Chaffey e estrelado por James Stewart e Mickey Rooney.
A Magia de Lassie é a refilmagem de Lassie Come Home. Pat Boone, sua filha Debby e diversos atores, inclusive James Stewart, cantam as canções compostas por Richard e Robert B. Sherman (também responsáveis pelo roteiro). Ao fim e ao cabo, praticamente apenas Mike Mazurki não canta no filme.
Uma dessa canções, "When You're Loved", interpretada por Debby Boone, foi indicada ao Oscar.[carece de fontes?]

## Sinopse
Lassie é tirada legalmente de Chris Mitchell pelo maldoso Jamison, que assim espera que Clovis Mitchell, avô de Chris, venda seu vinhedo para resgatar a cadela. Mas o plano de Jamison falha porque Lassie consegue escapar. Livre de novo, ela então empreende uma extenuante viagem de volta para seu jovem dono.

## Premiações
| Patrocinador                                  | Prêmio | Categoria              | Situação                    |
| --------------------------------------------- | ------ | ---------------------- | --------------------------- |
| Academia de Artes e Ciências Cinematográficas | Oscar  | Melhor Canção Original | Indicado[carece de fontes?] |

## Elenco
| Ator/Atriz          | Personagem            |
| ------------------- | --------------------- |
| James Stewart       | Clovis Mitchell       |
| Mickey Rooney       | Gus                   |
| Pernell Roberts     | Jamison               |
| Stephanie Zimbalist | Kelly Mitchell        |
| Michael Sharrett    | Chris Mitchell        |
| Alice Faye          | Garçonete Alice       |
| Gene Evans          | Xerife Andrews        |
| Mike Mazurki        | Apollo                |
| Robert Lussier      | Finch                 |
| Lane Davies         | Allan Fogerty         |
| William Flatley     | Motorista de caminhão |